# Friedrich Volmar Karl Heinrich von Clausewitz
Friedrich Volmar Karl Heinrich Clauswitz, später Clausewitz, ab 1827 von Clausewitz (* 5. März 1771 in Bunzlau in Schlesien; † 23. März 1854 in Glogau) war ein preußischer Generalleutnant.

## Leben

### Herkunft
Seine Großeltern waren Benedikt Gottlieb Clauswitz (1691–1749) und dessen zweite Frau Juliane Friederike, geborene Kristen (* 1714). Seine Eltern waren Friedrich Georg Gabriel von Clausewitz (1740–1802) und dessen Ehefrau Friederike Dorothea Charlotte, geborene Schmidt (1746–1811). Der Vater war preußischer Leutnant a. D. im Füsilierregiment Nr. 47 sowie Akziseeinnehmer zu Burg. Seine Brüder Karl (1780–1831) und Wilhelm Benedikt (1773–1849) wurden ebenfalls Generäle. Die drei Geschwister erhielten am 30. Januar 1827 die Adelsbestätigung durch den preußischen König Friedrich Wilhelm III.

### Militärkarriere
Clausewitz kam am 1. Juni 1787 als Gefreitenkorporal in das Füsilierbataillon Nr. 14 der Preußischen Armee und wurde dort am 20. April 1790 zum Sekondeleutnant befördert. Während des Feldzuges in Polen kämpfte er in den Gefechten bei Warschau und Szekoczin. Am 5. Dezember 1801 avancierte Clausewitz zum Premierleutnant. Im Vierten Koalitionskrieg kämpfte er bei der Belagerung von Schweidnitz, dem Sturm auf das Lager bei Glatz sowie den Gefechten bei Kanth, Glatz, Strehlen und Adelsdorf, wo er verwundet wurde.
Nach dem Frieden von Tilsit kam er zur leichten schlesischen Infanterie, wo er am 6. Oktober 1807 Stabskapitän wurde. Am 15. Dezember 1807 erhielt er für Kanth den Orden Pour le Mérite. Am 27. Juli 1808 wurde er zum Kapitän und am 17. Februar 1809 zum Major im schlesischen Schützen-Bataillon befördert. Am 16. Januar 1810 beauftragte man Clausewitz mit der Führung des Ostpreußischen Jäger-Bataillons und ernannte ihn am 25. Juli 1810 zum Kommandeur dieses Verbandes. Im Feldzug von 1812 nahm er an der Blockade von Riga teil, kämpfte in den Gefechten bei Eckau, Dahlenkrichen, Olai und Schlockhof. Für das Gefecht von Olai bekam er am 20. März 1813 den Roten Adlerorden III. Klasse, zudem wurde er am 26. März 1813 Kommandeur des 4. Ostpreußischen Infanterie-Regiments. Während der Befreiungskriege kämpfte Clausewitz in den Schlachten bei Großbeeren, Dennewitz, Kulm und Laon. Ferner nahm er am Sturm auf Arnheim teil. Weiter kämpfte Clausewitz bei den Belagerungen von Spandau, Wittenberg und Soissons sowie den Gefechten bei Luckau, Trebbin, Wittstock, Unna, Koswig, Antwerpen und Düren. In der Zeit wurde er bei Kulm und Düren verwundet, des Weiteren erhielt er für Dennewitz am 15. September 1813 das Eiserne Kreuz II. Klasse und am 2. Januar 1814 für den Sturm auf Arnheim das Kreuz I. Klasse. Ferner wurde er am 8. Dezember 1813 zum Oberstleutnant und am 31. Mai 1814 zum Oberst befördert, gleichzeitig erhielt er das Eichenlaub zum Pour le Mérite.
Nach dem Krieg kam Clausewitz am 20. März 1815 als Brigadekommandeur in das V. Armeekorps. Von dort wurde er am 7. November 1816 als Kommandeur zur Infanterie-Brigade nach Glogau versetzt, aus der sich später die 9. Infanterie-Brigade formierte. Am 30. März 1818 erfolgte seine Beförderung zum Generalmajor. In dieser Eigenschaft erhielt Clausewitz eine Prämie von 500 Talern und wurde mit dem Dienstkreuz sowie mit dem Roten Adlerorden II. Klasse ausgezeichnet. Seine Adelsbestätigung bekam er am 30. Januar 1827, am 27. März 1830 erhielt Clausewitz seinen Abschied als Generalleutnant mit einer Pension von 2250 Talern. Er starb am 23. März 1854 in Glogau.
Am 5. Oktober 1807 schrieb der General von Goetzen an König Friedrich Wilhelm III.: Von der Infanterie hat sich der Lieutenant von Clausewitz in den Afairen bei Strehlen, Breslau und Schweidnitz sehr ausgezeichnet. Bei Kanth entschied er dadurch diese Affaire zu unserem Vorteil, da er, da unsere Infanterie schon anfing der Übermacht zu weichen und seine Kompanie bereits sehr geschmolzen war, mit dem Rest der selbigen auf eine feindliche Kolonne Sturm lief und, da nur wenige seiner Leute Bajonetts hatten, mit dem Kolben in selbige eindrang, wodurch die anderen Zeit gewannen, ihm zu folgen. Sein übriges Betrage und Dienstkenntnis ist seiner Bravour gleich, auch sollte eine seiner Hinterleute bei der Armee in Preußen bereits Kompagnien haben.

### Familie
Clausewitz heiratete am 27. Dezember 1794 in Brunzlau Friederike Christiane Stephani (1773–1847). Das Paar hatte mehrere Kinder:
- Friedrich Karl Theodor (1796–1879), preußischer Oberstleutnant a. D. ⚭ 1836 Franziska Kloch von Kornitz (* 9. August 1805; † 6. Mai 1884)
- Mathilde Charlotte Elise Eugenie Karoline (* 1804)